# Taşköprü (Kastamonu)
Taşköprü és un municipi i un districte de Turquia que pertany a la província de Kastamonu.

## Etimologia
El poble pren el seu nom d'un antic pont de pedra ("taş köprü" en turc) de 68 m a sobre el Gökırmak, un afluent del riu Kızılırmak.

## Ubicació
El poble dista 42 km de Kastamonu, la capital provincial. Es localitza a una altura de 500 m des del nivell del mar. Les restes de l'antiga Pompeiòpolis es troben dins de les fronteres del districte.

## Demografia
La seva població l'any 2013 era de 39.400 habitants; dels quals 23.220 se trobaven els assentaments rurals del districte i 16.180 dins del propi nucli principal.

## Economia i cultura
L'agricultura de l'all és molt important en Taşköprü. Des de 1987 (internacional des de 1988) es fa a Taşköprü el Festival Internacional i Cultural de l'All. El festival número 29 es realitzarà l'agost de 2015.